# Hôtel Arnould Marin de La Chataigneraie
L'hôtel Arnould Marin de La Châtaigneraie (parfois orthographié La Chateigneraie), aussi appelé de Grimaldi-Régusse (à ne pas confondre avec l'Hôtel de Grimaldi-Régusse aussi à Aix), ou de Saqui-Sannes, est un hôtel particulier situé au n°11-13 rue Victor Leydet à Aix-en-Provence. Bien qu'ils aient eu le même propriétaire, il ne faut pas le confondre avec l'hôtel d'Assy à Paris, ancien hôtel Marin de La Châtaigneraie, jouxtant l'hôtel de Soubise. 

## Historique
Ce que les rares sources documentées peuvent nous apprendre sur ce bâtiment est qu'il fut construit dans la seconde moitié du XVIIe siècle.
Arnould Marin de La Châtaigneraie, son premier propriétaire et commanditaire, fut un des présidents du Parlement de Provence.
En 1690, peu après sa construction, l'hôtel fut vendu aux Grimaldi Régusse. Puis, cette famille le céda aux Saqui, seigneurs de Collobrières et barons de Sannes de père en fils.

## Architecture
Architecturalement, l'hôtel particulier n'est plus très reconnaissable sur sa façade (n°11-13) de la rue Leydet. On peut y remarquer en lieu et place, deux immeubles d'habitation, qui ont subi des transformations visibles depuis l'extérieur (fenêtres à meneaux murées). Une partie du n°13 a été crépi et le balcon du premier étage y a probablement été ajouté postérieurement à sa construction du XVIIe siècle.
On observe, au n°11, un portail monumental encadré de deux colonnes, surmonté d'une corniche soutenue par deux consoles. 
Le rez-de-chaussée de façade sud, donnant sur la place du Général de Gaulle et la fontaine de la Rotonde, est à présent occupée par un restaurant.

## Informations complémentaires
L'hôtel est divisé en appartements et n'est pas visitable librement.